# Andricus curvator
Andricus curvator är en stekelart som beskrevs av Hartig 1840. Andricus curvator ingår i släktet Andricus och familjen gallsteklar. Arten är reproducerande i Sverige. Inga underarter finns listade i Catalogue of Life.